# Eddie Jordan

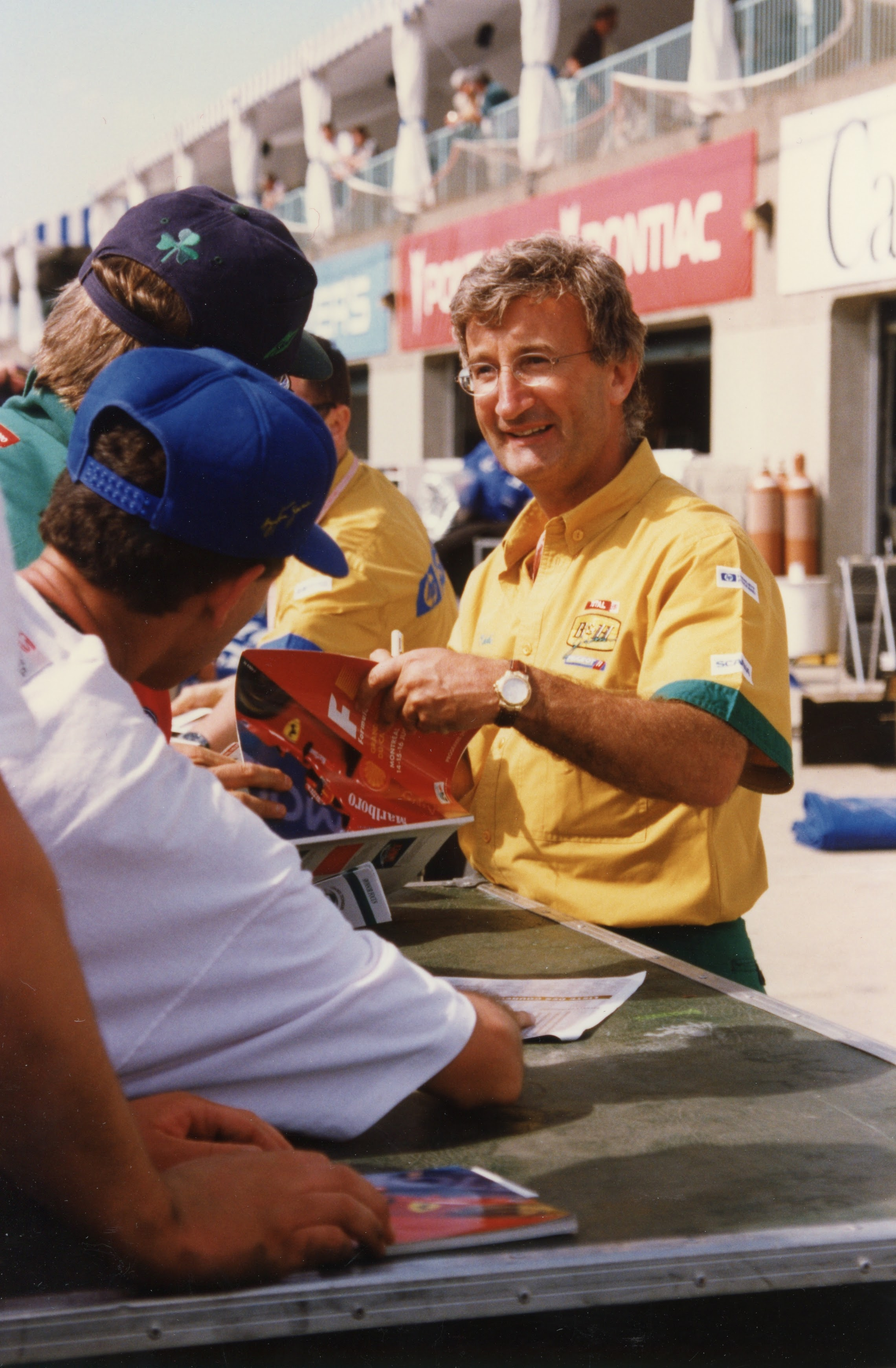
Eddie Jordan 1996-ban

Edmund "Eddie" Jordan, ismert még: "EJ" (Dublin, 1948. március 30. – Fokváros, 2025. március 20.) ír autóversenyző, üzletember és csapatvezető. A már megszűnt Jordan Grand Prix alapítója és tulajdonosa volt, később pedig televíziós szakkommentátor és a London Irish rögbicsapat társtulajdonosa.

## Pályafutása
1970-ben indult első gokart-versenyén, 1971-ben pedig már az ír bajnokság győztese volt. 1974-től a Formula–Ford-sorozatban indult egészen egy 1976-os balesetig, melyben mindkét lába eltört.
1978-ban megnyerte az ír Formula–Atlantic-szériát. 1979-ben és 1980-ban különböző Formula–3-as viadalokon indult. 1981-ben részt vett a Le Mans-i 24 órás futamon. A következő években már a csapatvezetésre koncentrált, a versenyzés helyett.

### Csapatalapítás
1981-ben megalapította első csapatát, az Eddie Jordan Racinget. Két versenyzője, David Leslie és David Sears különböző versenyeken szerepeltek ebben az évben. 1983-ban a Jordantől bérelt autót Martin Brundle is, aki ebben az évben második lett Ayrton Senna mögött a brit Formula–3-as bajnokságban. 1987-ben Johnny Herbert a csapat versenyzőjeként nyerte meg brit Formula–3-as sorozatot.
1988 és 1991 között a csapat jelen volt a nemzetközi Formula–3000-es sorozatban. Ez időszak alatt olyan pilóták versenyeztek a náluk, mint Martin Donnelly, Johnny Herbert, Jean Alesi, Emanuele Naspetti, Heinz-Harald Frentzen, valamint Damon Hill. 1989-ben Alesi bajnoki címet szerzett az istálló versenyzőjeként.

### Formula–1

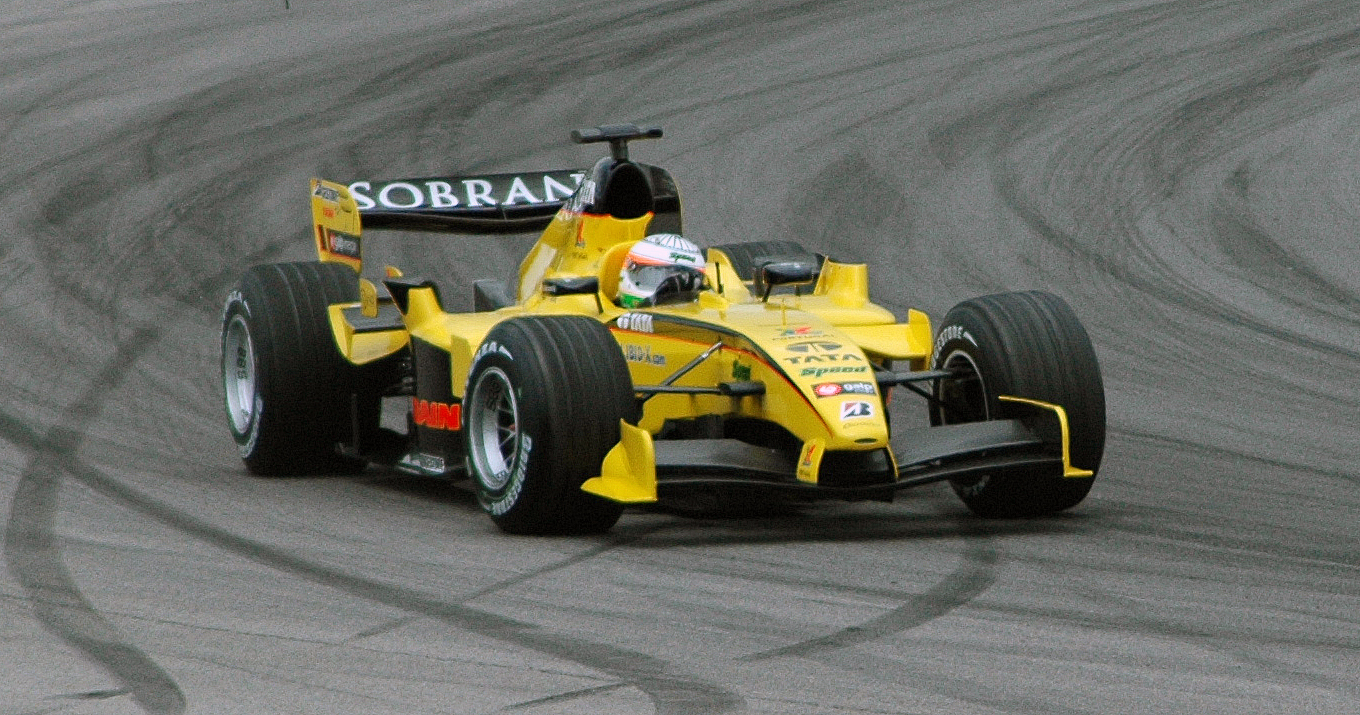
A világbajnokság első indiai versenyzője, Narain Karthikeyan a Jordan autójában

1991-ben megalapította a Jordan Grand Prix-t, amelynek Gary Anderson lett a főtervezője. A csapat gyorsan bebizonyította, hogy versenyképes, és már első idényükben szép eredményeket értek el. A Jordan versenyzőként debütált a sorozatban a később hét világbajnoki címet nyert Michael Schumacher, akit azonban egy verseny után átcsábított magához a Benetton Formula.
Az 1998-as belga nagydíjon Damon Hillel és Ralf Schumacherel kettős győzelmet szerzett a csapat, ez volt az első győzelmük és egyben a legjobb eredményük. A csapat 1999-ben volt a csúcspontján, amikor is konstruktőri harmadikok lettek, kétszer futamgyőzelmet arattak, Heinz-Harald Frentzen pedig az utolsó versenyekig még a világbajnoki címre is esélyes volt.
Miután a csapat 2002-ben elvesztette a gyári Honda támogatást a BAR istálló javára, és különféle nehézségek is hátráltatták őket (ilyen volt 2001-ben a nyilvánosság előtt történő összeveszése Frentzennel, majd kirúgása épp a német nagydíj előtt), kénytelenek voltak a drágább Cosworth motorokra váltani. A szponzori pénzek is elapadtak: a DHL kiszállt mögülük, a hosszú ideig főszponzor Benson & Hedges cigaretta pedig már nem akart annyit rájük költeni. Emiatt 2003-ban már csak szenvedtek, mégis képesek voltak emlékezetes momentumokra. Giancarlo Fisichella kalandos körülmények között nyerte meg a brazil nagydíjat, és a Jordan-istállóval debütált Magyarország első Formula–1-es versenyzője, Baumgartner Zsolt a magyar nagydíjon. Ugyanebben az évben Jordan beperelte a Vodafone-t, mert állítása szerint megszegtek egy három éves szponzori szerződést. A pert elvesztette a csapat, és ez még mélyebbre lökte őket a gödörbe.
Ugyan 2004-re sikerült új szponzorokat találni és Nick Heidfeld, valamint Timo Glock személyében tehetséges pilótapárosa is volt, a hanyatlás továbbra is zajlott. Ugyan többen is megkísérelték kivásárolni őt, ebben az idényben még megtartotta csapatát.
2005-ben aztán a Midland csoport vezetője, Alex Shnaider felvásárolta az alakulatot, amelynek még megtartotta nevét, de 2006-tól már Midland F1 Racing néven neveztek. A csapatot aztán a Spyker vásárolta meg és vette a nevére 2007-ben, majd ők is eladták, és hosszú ideig Force India néven működtek. Jelenleg az Aston Martin csapat a Jordan jogutódja, és a mai napig ugyanott van a főhadiszállásuk, mint egykoron.

### Médiakarrier
2009-ben a BBC Sport csatornán lett szakkommentátor Jake Humphrey és David Coulthard mellett. 2009 és 2011 között volt állandó kommentátor, 2012 és 2015 között pedig a versenyhétvégéken is ott volt. Ezalatt havonta írt az F1 Racing magazinba is és egy tévésorozata is volt, Eddie Jordan's Bad Boy Racers címmel. 2007-ben az ír rali főszervezője volt.
Jordan híres volt arról is, hogy számtalan bennfentes infót szivárogtatott ki idő előtt. Ilyen volt a hír Lewis Hamilton átigazolásáról a Mercedeshez, Michael Schumacher 2010-es visszatérése, vagy hogy Felipe Massa elhagyja a Ferrarit.
2016-ban szerepelt a Top Gear című műsorban, ugyanebben az évben pedig a Channel 4 szakkommentátora lett.
2023-ban David Coultharddal indított közös podcastet "Formula For Success" címmel, amelybe rendszeresen meghívtak egy vendéget is.

## Magánélete
Apja, Danny Jordan az 50-es években sikeres labdarúgó volt. Felesége, Marie baseball-játékosként volt eredményes. Négy gyermekük van.
Eddie nagy kedvelője volt a rock and rollnak, ő maga is dobolt. Saját együttese 2007-ig V10 néven működött, majd némileg újjáalakulva az Eddie & The Robbers nevet viselte. A Celtic, a Coventry City és a Chelsea szurkolója volt, a Coventryt egy időben meg is akarta vásárolni (a Celtic-ben részvényes volt). Szerette a golfot és a lóversenyt is, saját versenylovai is voltak.
Rajongott a kerékpározásért, rendszeresen részt vett a fokvárosi Cape Town Cycle Tour eseményein. Kedvelt hobbija volt még a vitorlázás, 2015-ben körbehajózta a Földet. 2014-ben megvásárolta a világ legnagyobb Sunseeker jachtját, amiért 32 millió fontot fizetett. Övé volt a 45,3 méter hosszúságú, Blush nevű jacht.
Nagy támogatója volt az ír művészeteknek, gyűjtötte az alkotók műalkotásait.
2007 májusában jelent meg önéletrajzi könyve An Independent Man: The Autobiography címmel.
2024 decemberében jelentette be, hogy a prosztatarák és a húgyhólyagrák egy agresszív formájával diagnosztizálták még az év elején. 2025. március 20-án halt meg, alig néhány nappal a 77. születésnapja előtt.

## Fordítás
- Ez a szócikk részben vagy egészben  az   Eddie Jordan című angol Wikipédia-szócikk fordításán alapul.  Az eredeti cikk szerkesztőit annak laptörténete sorolja fel. Ez a jelzés csupán a megfogalmazás eredetét és a szerzői jogokat jelzi, nem szolgál a cikkben szereplő információk forrásmegjelöléseként.